# Samoa vid världsmästerskapen i friidrott 2022
Samoa tävlade vid världsmästerskapen i friidrott 2022 i Eugene i USA mellan den 15 och 24 juli 2022. Samoa hade en trupp på en idrottare.

## Resultat

### Herrar
Teknikgrenar
| Idrottare | Gren   | Kval        | Kval      | Final   | Final     |
| Idrottare | Gren   | Distans     | Placering | Distans | Placering |
| --------- | ------ | ----------- | --------- | ------- | --------- |
| Alex Rose | Diskus | 64,14 m 0q0 | 12        | 65,57 m | 8         |